# Eugeniusz Mazurkiewicz
Eugeniusz Mazurkiewicz (ur. 1 grudnia 1928 w Łówczy, zm. 23 listopada 2011 w Warszawie) – polski nauczyciel akademicki, profesor doktor habilitowany nauk rolniczych, poseł na Sejm PRL V i VI kadencji z ramienia Polskiej Zjednoczonej Partii Robotniczej.

## Życiorys
Syn Leona i Marii. Od 1948 do 1949 był nauczycielem w Średniej Szkole Rolniczej w Lesku. W latach 1951–1953 był zastępcą asystenta, a następnie asystentem w Katedrze Organizacji i Planowania Socjalistycznych Przedsiębiorstw Rolniczych Szkoły Głównej Gospodarstwa Wiejskiego w Warszawie. 
W Wydziale Rolnym Komitetu Centralnego PZPR pełnił kolejno funkcje referenta politycznego (1954–1956), instruktora (1956–1961), starszego instruktora (1961–1963), inspektora (1963–1964), zastępcy kierownika (1964–1968) oraz kierownika (1968–1974). Był także zastępcą członka KC PZPR. W 1969 i 1972 uzyskiwał mandat posła na Sejm PRL w okręgu Kalisz. Przez dwie kadencje pełnił funkcję zastępcy przewodniczącego Komisji Rolnictwa i Przemysłu Spożywczego.
Przez wiele lat pracował jako nauczyciel akademicki. Pełnił funkcje prorektora Wyższej Szkoły Ekonomicznej ALMAMER oraz przewodniczącego Rady Naukowej SIB.
Był autorem licznych książek z zakresu rolnictwa i gospodarki żywnościowej. Pochowany na Cmentarzu Komunalnym Południowym.

## Odznaczenia
- Order Sztandaru Pracy I klasy (1984)[3]
- Krzyż Oficerski Orderu Odrodzenia Polski
- Złoty Krzyż Zasługi